# خزانة التبريد

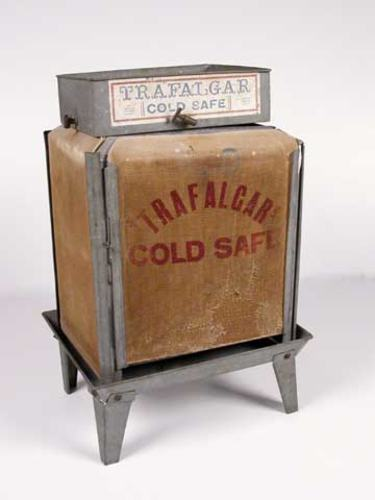

صندوق التبريد هي الثلاجة لتخزين الطعام، وهي تعد من التكنولوجيا البسيطة المستخدمة لتبريد وإطالة عمر الطعام والاحتفاظ به. تعتمد في الأساس على نقل الحرارة الذي يحدث أثناء تبخر الماء، سميت باسم المكان الذي اخترعت فيه بلدة التعدين الصغيرة من كول جارد، غرب أستراليا، بالقرب من كالغورلي.

## التاريخ
كانت Coolgardie موقعًا للبحث عن الذهب في أوائل ثمانينيات القرن التاسع عشر، قبل بداية البحث عن الذهب في كالغورلي.
بالنسبة للمنقبين الذين أسرعوا إلى هناك ليجدوا ثروتهم، كان أحد التحديات هو إطالة عمر أغذيتهم القابلة للتلف، ومن هنا جاء اختراع صندوق Coolgardie.
اخترع آرثر باتريك ماكورميك الخزنة في أواخر التسعينات من القرن التاسع عشر، حيث استخدم نفس الطريقة التي استخدمها المستكشفون والمسافرون في المناطق النائية، الذين استخدموا لتبريد حقائبهم القماشية: فعندما تكون حقيبة قماش الكتان مبللة، تتوسع الألياف وتحمل الماء، تتسرب بعض المياه وتبخر، وتكون أكثر فعالية عندما يتدفق الهواء باستمرار، مثل عندما يكون في مركبة متحركة أو عندما يتعرض للهواء، وايضا من المعتقد أن هذه التكنولوجيا قد اعتُمدت من قبل المستكشف والعالم توماس ميتشل، الذي كان يلاحظ أن بعض السكان الأصليين الأستراليين استخدموا جلود الكنغر لحمل الماء.

## مبادئ التشغيل
صُنعت خزنة التبريد من شبكة سلكية، والهيسين هي (نوع من أنواع النسيج أو القماش)، وإطار خشبي، وتحتوي على صينية حديد مجلفنة على الساخن، ويتم تعبئة علبة الحديد المجلفن بالماء، ثم تعليق كيس الهيس على الجانب مع أحد الأطراف في الصينية لامتصاص الماء.
تدريجيًا، فإن كيس الهيس، الذي يعمل كفتيل، يمكنه سحب الماء من الصينية عن طريقة الخاصية الشعرية (هي خاصية فيزيائية يتم بواسطتها انتقال السائل من الأسفل إلى الأعلى عن طريق الأنابيب الشعرية)، عندما يأتي الهواء يمر عبر كيس مبلل ويتبخر الماء، سيؤدي ذلك إلى تبريد الهواء داخل الخزنة، وبالتالي تبريد الطعام المخزن في الخزنة.
ويرجع هذا التبريد إلى الماء الموجود في نسيج الهيس الذي يحتاج إلى طاقة لتغيير الحالة وتبخيرها، يتم أخذ هذه الطاقة من داخل الخزنة (شبكة معدنية)، مما يجعله مبرد من الداخل، وهناك علبة معدنية أسفل الخزنة لتخزين الماء المتساقط من نسيج الهيس.
كان يوضع عادة على شرفة حيث يكون هناك هواء، كانت خزنة كول جريد من الأدوات المنزلية الشائعة في أستراليا حتى منتصف القرن العشرين، يمكن شراء الخزائن الجاهزة أو التي يتم بناؤها بسهولة في المنزل، وأيضًا هناك بعض الخزائن ذات الألواح المعدنية مزينة بشكل عالي.